# Xabi Alonso
Xabier (Xabi) Alonso Olano (Tolosa, 25 november 1981) is een Spaans voormalig profvoetballer en huidig voetbaltrainer van Real Madrid die bij voorkeur als middenvelder speelde. Xabi Alonso was van 2003 tot en 2014 als international actief voor het Spaans voetbalelftal, waarmee hij het EK 2008, het WK 2010 en het EK 2012 won. Hij is een zoon van Miguel Ángel Alonso en de jongere broer van Mikel Alonso, die beiden eveneens als profvoetballer actief waren.
Na zijn actieve loopbaan werd Alonso trainer bij de jeugd van Real Madrid. Sinds oktober 2022 is hij aan de slag als hoofdcoach van Bayer 04 Leverkusen.

## Clubcarrière

### Jeugd
Xabi Alonso begon in 1990 met clubvoetbal bij Antiguoko in San Sebastián. Bij deze club speelde hij samen met Mikel Arteta, die sindsdien een goede vriend van Alonso is. Vervolgens kwam Xabi Alonso bij de cantera (jeugdopleiding) van Real Sociedad terecht. De centrale middenvelder speelde voor Real Sociedad B en Eibar (op huurbasis) voordat hij bij het eerste elftal kwam. 

### Real Sociedad
Op 1 december 1999 maakte de 18-jarige Alonso zijn debuut in het eerste elftal van Real Sociedad, in een bekerwedstrijd tegen Logroñés CF. Zijn competitiedebuut maakte hij een jaar later in dienst van Eibar, in de Segunda División A. 
Na zijn terugkeer naar Sociedad werkte Alonso zich op tot een belangrijke pion op het middenveld. In het seizoen 2002/03 was de Bask een van de belangrijkste spelers in van Real Sociedad, dat tweede werd in de Primera División, met twee punten minder dan Real Madrid. Het volgende seizoen zakte Sociedad weg in de competitie, het werd slechts vijftiende.

### Liverpool
In augustus 2004 vertrok Alonso voor 16 miljoen euro (10,5 miljoen pond) naar Liverpool, waar hij deel uit zou maken van de Spaanse Armada, de bijnaam voor de grote groep Spanjaarden die destijds bij de club speelde. Met Rafael Benítez zou Alonso ook als coach een landgenoot hebben. In latere seizoenen zou de Armada nog uitgebreid worden met o.a. Fernando Torres en Pepe Reina.
In 2005 won Alonso met Liverpool de Champions League door in de finale AC Milan na strafschoppen te verslaan. De finale staat ook wel bekend als het Mirakel van Istanboel vanwege het verloop van de wedstrijd. Nadat Liverpool aan de rust 3-0 achter stond, zorgden The Reds in de tweede helft voor een spectaculaire ommekeer: na doelpunten van Gerrard en Šmicer maakte Alonso op het uur gelijk. Hij miste eerst een strafschop, maar wist de rebound in doel te werken. Nadat doelman Dudek vervolgens drie penalty's pakte in de strafschoppenreeks, mocht Liverpool de Champions League-trofee in de lucht steken.
Op 7 januari 2006 scoorde Alonso twee keer in een FA Cup-wedstrijd tegen Luton Town. The Reds wonnen met 3-5, nadat ze kort na de rust nog 3-1 achter stonden. Uiteindelijk zou Liverpool de FA Cup winnen, nadat de finale tegen West Ham op 3-3 eindigde en via strafschoppen beslecht werd. Liverpool zou dat jaar ook de Community Shield winnen. De Premier League kon Alonso met Liverpool nooit winnen: hij kwam niet dichter dan de tweede plaats in 2009, met vier punten minder dan Manchester United. Vervolgens besloot Alonso Liverpool te verlaten. De club had hem eerder al proberen te verkopen om in zijn plaats Gareth Barry van Aston Villa binnen te halen.

### Real Madrid

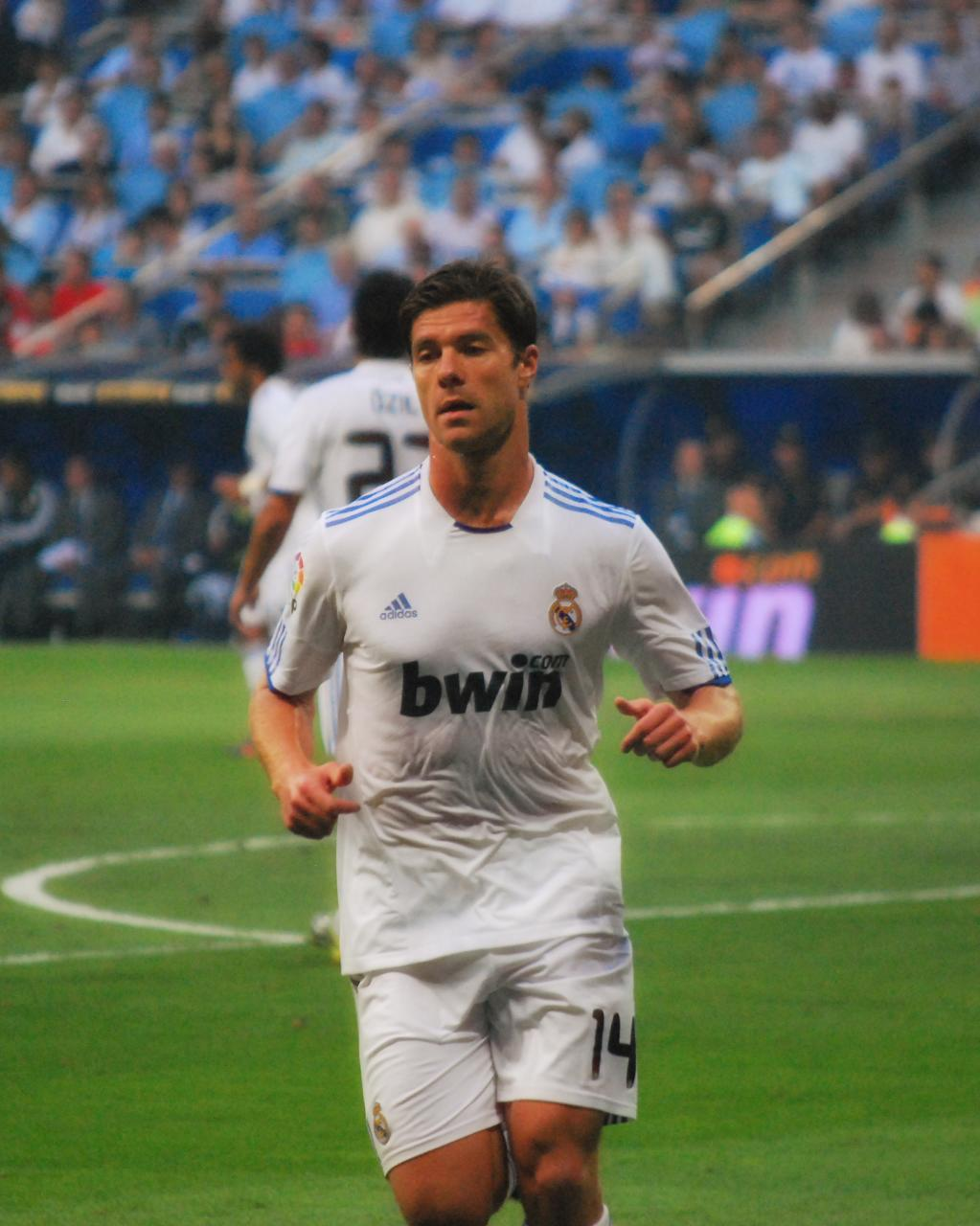
Alonso in het shirt van Real Madrid.

In juli 2009 werd Alonso getransfereerd naar Real Madrid. Het transferbedrag bedroeg naar verluidt 34,5 miljoen euro (30 miljoen pond). Naast Alonso haalde Real die zomer ook o.a. Cristiano Ronaldo en Kaká binnen. In zijn eerste seizoen bij Los Blancos slaagde hij er niet in de titel te pakken: Real eindigde tweede, met drie punten minder dan FC Barcelona. Alonso speelde de meeste competitiewedstrijden mee en kon drie keer scoren.
In het seizoen 2010/11 stond Real een tijdje op kop in de competitie. Op de 13e speeldag stond Alonso in de basis toen Real Madrid de Clásico van Barcelona verloor met 5-0. Barça nam de koppositie over en hield die de rest van het seizoen vast, de Madrilenen moesten opnieuw genoegen nemen met de tweede plaats. In de finale van de Copa del Rey wist Real Madrid wel te winnen van Barcelona, en dus mocht Alonso zijn eerste trofee in Madrileense loondienst vieren.
In de Supercopa de España moest Real het opnieuw opnemen tegen Barcelona. In de heenwedstrijd wist Alonso te scoren, de wedstrijd eindigde op 2-2. Barcelona slaagde er echter in de terugwedstrijd te winnen en snoepte de Madrilenen zo opnieuw een trofee af. In de competitie verliep het voor Real Madrid en Alonso beter in 2011/12. Ze wonnen de Spaanse titel met maar liefst 100 punten, negen meer dan nummer twee Barcelona. Alonso speelde dat seizoen in 36 van de 38 competitiewedstrijden. Hij scoorde één competitiedoelpunt, op de openingsspeeldag in een 0-6-overwinning op Real Zaragoza. Alonso pakte dat seizoen ook 19 gele kaarten, meer dan elke andere speler van Real Madrid.
In de Supercopa 2012 moest Real Madrid opnieuw afrekenen met Barcelona. Na een 3-2-nederlaag in de heenwedstrijd en een 2-1-overwinning in de terugwedstrijd was Real de winnaar op uitdoelpunten. In de competitie moesten de Madrilenen opnieuw hun meerdere erkennen in Barcelona, dat de titel met ruime voorsprong heroverd had. In de Copa del Rey behaalde Real de finale, maar die werd na een verhitte wedstrijd verloren van stadsgenoot Atlético Madrid.
Het volgende seizoen moest Real genoegen nemen met een derde plaats in de Primera División, achter rivalen Atlético en Barcelona. In de beker konden Los Blancos wél winnen van Barcelona: het werd 1-2 dankzij een late goal van Gareth Bale. In de Champions League wist Real dan weer af te rekenen met die andere rivaal, Atlético Madrid. Atlético stond het grootste deel van de wedstrijd voor, totdat Sergio Ramos in de blessuretijd gelijkmaakte. In de verlengingen kon Real nog drie keer scoren, het werd 4-1. Alonso, die tijdens de finale niet in actie kon komen omwille van een schorsing, mocht zo zijn tweede Champions League-trofee vieren.

### Bayern München

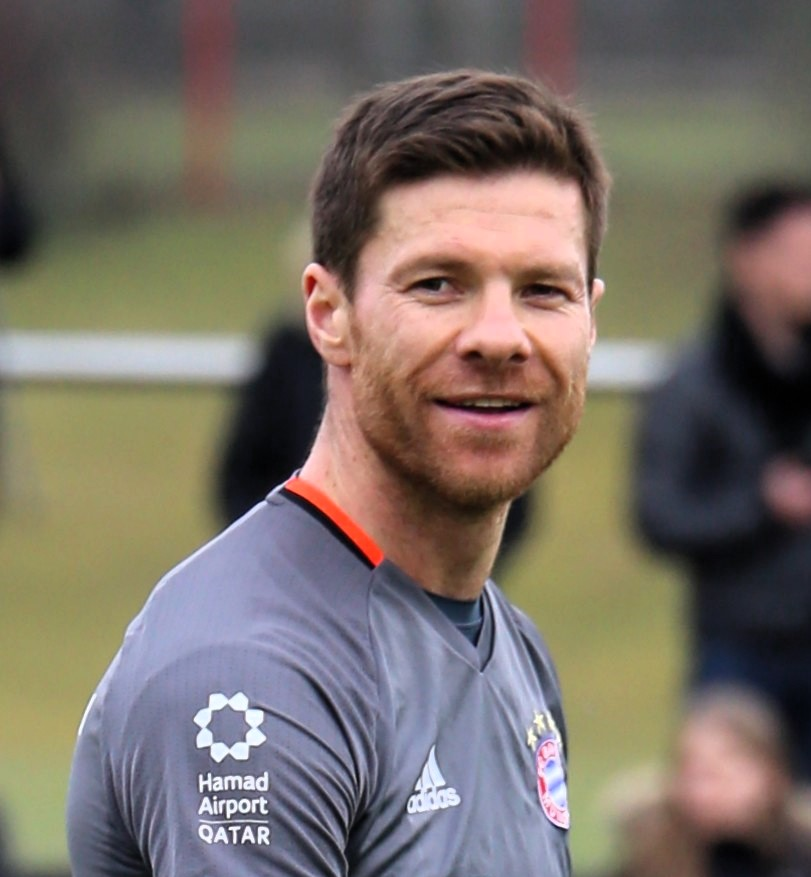
Alonso met Bayern München in 2017.

In 2014 ging Alonso aan de slag bij Bayern München. Naar eigen zeggen maakte hij de overstap omdat hij na het winnen van de Champions League toe was aan een nieuwe uitdaging, en ook de aanwezigheid van coach Pep Guardiola bij Bayern speelde mee in zijn beslissing. Bij Bayern trad hij aan met het rugnummer 3, terwijl hij de voorgaande seizoenen steevast het nummer 14 droeg. In zijn eerste seizoen bij Der Rekordmeister kon Alonso meteen een titel vieren. 
In het seizoen erop was Bayern München lange tijd op weg naar de treble. Zo won het de finale van de Duitse beker van Borussia Dortmund, en kon het opnieuw de titel winnen. In de Champions League bereikte Bayern de halve finale, waarin Atlético Madrid de tegenstander was. De heenwedstrijd werd met 1-0 gewonnen door Atlético. In de terugwedstrijd opende Alonso de score via een lage vrije trap die afweek op de benen van José María Giménez. Bayern won de wedstrijd weliswaar met 2-1, maar Atlético ging op uitdoelpunten door naar de finale.
Op 26 augustus 2016 scoorde Alonso het eerste doelpunt van het Bundesliga-seizoen. Met een volley van buiten het strafschopgebied zette hij Bayern op weg naar een 6-0-zege tegen Werder Bremen. Opnieuw zou Alonso met Bayern de titel pakken, voor de derde keer al. Voor de club zelf was het de vijfde titel op een rij. Het zou zijn laatste prijs zijn: in de halve finale van de beker verloor Bayern van Dortmund, in de kwartfinale van de Champions League was ex-ploeg Real te sterk. In maart 2017 maakte Alonso bekend een punt te zetten achter zijn carrière. Op 20 mei speelde hij zijn laatste wedstrijd, tegen Freiburg. Hij fleurde zijn afscheidswedstrijd op met een assist voor Arjen Robben. In de tweede helft werd hij voor de laatste keer gewisseld, samen met aanvoerder Philipp Lahm, die eveneens een punt zette achter zijn carrière als profvoetballer.

## Clubstatistieken
| Seizoen     | Club           | Competitie     | Competitie | Competitie | Competitie | Beker | Beker | Beker | Internationaal | Internationaal | Internationaal | Totaal | Totaal | Totaal |
| Seizoen     | Club           | Competitie     | Wed.       | Dlp.       | Ass.       | Wed.  | Dlp.  | Ass.  | Wed.           | Dlp.           | Ass.           | Wed.   | Dlp.   | Ass.   |
| ----------- | -------------- | -------------- | ---------- | ---------- | ---------- | ----- | ----- | ----- | -------------- | -------------- | -------------- | ------ | ------ | ------ |
| 1999/00     | Real Sociedad  | La Liga        | 0          | 0          | 0          | 1     | 0     | 0     | —              | —              | —              | 1      | 0      | 0      |
| Club Totaal | Club Totaal    | Club Totaal    | 0          | 0          | 0          | 1     | 0     | 0     | 0              | 0              | 0              | 1      | 0      | 0      |
| 2000/01     | → SD Eibar     | La Liga 2      | 13         | 0          | 1          | 0     | 0     | 0     | —              | —              | —              | 13     | 0      | 1      |
| Club Totaal | Club Totaal    | Club Totaal    | 13         | 0          | 1          | 0     | 0     | 0     | 0              | 0              | 0              | 13     | 0      | 1      |
| 2000/01     | Real Sociedad  | La Liga        | 18         | 0          | 4          | 0     | 0     | 0     | —              | —              | —              | 18     | 0      | 4      |
| 2001/02     | Real Sociedad  | La Liga        | 29         | 3          | 0          | 0     | 0     | 0     | —              | —              | —              | 29     | 3      | 0      |
| 2002/03     | Real Sociedad  | La Liga        | 33         | 3          | 4          | 1     | 0     | 0     | —              | —              | —              | 34     | 3      | 4      |
| 2003/04     | Real Sociedad  | La Liga        | 34         | 3          | 4          | 0     | 0     | 0     | 8              | 1              | 1              | 42     | 4      | 5      |
| Club Totaal | Club Totaal    | Club Totaal    | 114        | 9          | 12         | 2     | 0     | 0     | 8              | 1              | 1              | 124    | 10     | 13     |
| 2004/05     | Liverpool      | Premier League | 24         | 2          | 4          | 0     | 0     | 0     | 8              | 1              | 0              | 32     | 3      | 4      |
| 2005/06     | Liverpool      | Premier League | 35         | 3          | 6          | 5     | 2     | 0     | 13             | 0              | 0              | 53     | 5      | 6      |
| 2006/07     | Liverpool      | Premier League | 32         | 4          | 1          | 4     | 0     | 0     | 15             | 0              | 0              | 51     | 4      | 1      |
| 2007/08     | Liverpool      | Premier League | 19         | 2          | 1          | 4     | 0     | 0     | 4              | 0              | 0              | 27     | 2      | 1      |
| 2008/09     | Liverpool      | Premier League | 33         | 3          | 5          | 4     | 0     | 1     | 10             | 1              | 1              | 47     | 4      | 7      |
| Club Totaal | Club Totaal    | Club Totaal    | 143        | 14         | 17         | 17    | 2     | 1     | 50             | 2              | 1              | 210    | 18     | 19     |
| 2009/10     | Real Madrid    | La Liga        | 34         | 3          | 5          | 0     | 0     | 0     | 7              | 0              | 0              | 41     | 3      | 5      |
| 2010/11     | Real Madrid    | La Liga        | 34         | 0          | 6          | 7     | 1     | 0     | 11             | 0              | 0              | 52     | 1      | 6      |
| 2011/12     | Real Madrid    | La Liga        | 36         | 1          | 8          | 6     | 1     | 0     | 10             | 0              | 1              | 52     | 2      | 9      |
| 2012/13     | Real Madrid    | La Liga        | 28         | 0          | 5          | 9     | 0     | 2     | 10             | 0              | 1              | 47     | 0      | 8      |
| 2013/14     | Real Madrid    | La Liga        | 26         | 0          | 1          | 7     | 0     | 1     | 9              | 0              | 1              | 42     | 0      | 3      |
| 2014/15     | Real Madrid    | La Liga        | 0          | 0          | 0          | 2     | 0     | 0     | —              | —              | —              | 2      | 0      | 0      |
| Club Totaal | Club Totaal    | Club Totaal    | 158        | 4          | 25         | 31    | 2     | 3     | 47             | 0              | 3              | 236    | 6      | 31     |
| 2014/15     | Bayern München | Bundesliga     | 26         | 2          | 3          | 4     | 0     | 1     | 10             | 2              | 1              | 40     | 4      | 5      |
| 2015/16     | Bayern München | Bundesliga     | 26         | 0          | 2          | 5     | 1     | 1     | 8              | 1              | 0              | 39     | 2      | 3      |
| 2016/17     | Bayern München | Bundesliga     | 27         | 3          | 2          | 4     | 0     | 1     | 7              | 0              | 1              | 38     | 3      | 4      |
| Club Totaal | Club Totaal    | Club Totaal    | 79         | 5          | 7          | 13    | 1     | 3     | 25             | 3              | 2              | 117    | 9      | 12     |
| Totaal      | Totaal         | Totaal         | 507        | 32         | 62         | 63    | 5     | 7     | 130            | 6              | 7              | 700    | 43     | 76     |

## Interlandcarrière
Xabi Alonso debuteerde in het Spaans voetbalelftal op 30 april 2003 in een vriendschappelijke wedstrijd tegen Ecuador (4–0). Hij moest in dat duel na 66 minuten plaatsmaken voor Sergio González. Alonso nam met het nationale elftal deel aan EK 2004, waar Spanje al na de groepsfase uitgeschakeld was ten voordele van latere finalisten Portugal en Griekenland.
Onder bondscoach Luis Aragonés werd Alonso een vaste waarde in het Spaanse elftal, hoewel hij op het middenveld moest concurreren met onder andere Cesc Fàbregas, Xavi Hernández en Andrés Iniesta. In 2006 nam Alonso met Spanje deel aan het WK 2006. In de eerste groepswedstrijd opende hij de score tegen Oekraïne met zijn eerste interlandgoal. Nadat ook gewonnen werd tegen Tunesië en Saoedi-Arabië mocht Spanje door naar de achtste finale. In de achtste finale tegen Frankrijk bracht David Villa Spanje op voorsprong, maar Frankrijk kwam terug en won met 1-3 waardoor Spanje uitgeschakeld was.

### 2008-2012: drie grote successen op een rij

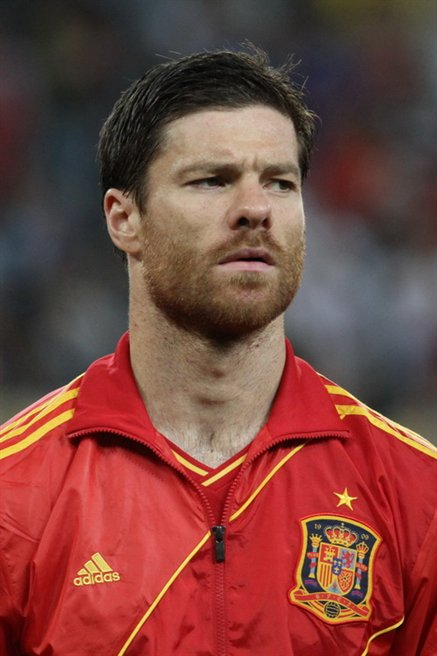
Alonso voor het Spaanse elftal.

Ondanks een wisselvallig begin van de kwalificatiecampagne plaatste Spanje zich voor het EK 2008. Alonso speelde slechts de helft van alle kwalificatiewedstrijden mee: nadat hij tegen IJsland een rode kaart gekregen had, mocht hij de volgende wedstrijd niet meespelen. Oorspronkelijk zou hij zelfs drie wedstrijden missen, maar na een hoger beroep van de Spaanse voetbalbond werd zijn schorsing verminderd. Nadien miste hij twee wedstrijden door een voetblessure, en voor de laatste twee wedstrijden werd hij uit voorzorgen gepasseerd door coach Aragonés.
Op het EK zat Alonso tijdens de eerste twee groepswedstrijden op de bank. Spanje won beide wedstrijden, waardoor kwalificatie voor de volgende ronde verzekerd was. De derde groepswedstrijd, tegen Griekenland, mocht hij wel starten en kreeg hij zelfs de aanvoerdersband. Dankzij een 1-2-zege behaalde Spanje negen op negen in de groepsfase. In de achtste finale tegen Italië, die na strafschoppen gewonnen werd, zat Alonso opnieuw een hele wedstrijd op de bank. In de halve finale tegen Rusland zag hij als invaller hoe Spanje met 0-3 won en doorstootte naar een finale tegen Duitsland. In de finale moest Alonso het opnieuw doen met een invalbeurt. Op dat moment stond Spanje voor dankzij een doelpunt van Fernando Torres, Alonso's ploeggenoot bij Liverpool. Spanje hield de voorsprong vast en mocht zo een eerste internationale prijs vieren sinds 1964.
Als Europees kampioen mocht Spanje in 2009 meedoen aan de Confederations Cup. Spanje haalde de halve finale, maar verloor daarin van de VS. In de troostfinale tegen gastland Zuid-Afrika was het na negentig minuten 2-2. In de verlengingen maakte Alonso er met een vrije trap 3-2 van, waardoor Spanje een bronzen medaille in ontvangst mocht nemen.
In 2010 nam Alonso met Spanje deel aan het WK 2010. De eerste groepswedstrijd, waarin Alonso negentig minuten speelde, werd verrassend verloren van Zwitserland. Nadat de andere twee groepswedstrijden werden gewonnen, mocht Spanje alsnog door naar de volgende ronde. In de knock-outfase won baanden de Spanjaarden zich door telkens met 1-0 te winnen een weg naar de finale.
In de finale nam Spanje het op tegen Nederland. De Spanjaarden wonnen dankzij een doelpunt van Iniesta in de blessuretijd en mochten zichzelf wereldkampioen noemen. Tijdens de wedstrijd kreeg Alonso een doodschop te verduren van Nigel de Jong, die de Engelse scheidsrechter Howard Webb ontging. In een groot afscheidsinterview met het voetbalblad FourFourTwo keek Alonso in 2017 met afgrijzen terug op die finale.

Ik lag op de grond en had geen idee wat er was gebeurd. Ik had een enorme pijn op mijn borst. Heel mijn lichaam trilde. Het voelde alsof mijn lichaam even doormidden was gescheurd en daarna niet meer goed op zijn plaats was gekomen. Op mijn borst stond een afdruk van een paar noppen. Dat was het.

In 2012 mocht Alonso mee naar het EK. Na een gelijkspel tegen Italië in de eerste groepswedstrijd won Spanje de twee overige groepswedstrijden om zich te kwalificeren voor de kwartfinale. De kwartfinale tegen Frankrijk op 23 juni was Alonso's honderdste interland voor Spanje. Hij nam in zijn jubileumduel ook beide treffers voor zijn rekening: het werd 2-0. Nadat ook de halve finale tegen Portugal gewonnen werd, mochten de Spanjaarden zich opmaken voor een tweede duel tegen Italië in de finale. Ditmaal wisten ze de Italianen wel te verslaan: het werd 4-0, de ruimste overwinning ooit in een EK-finale. Spanje werd ook de eerste heersende Europese kampioen die erin slaagde zijn titel te verlengen.

### WK 2014 en internationaal afscheid
In 2014 werd hij door bondscoach del Bosque opgenomen in de selectie voor het WK 2014 in Brazilië. Als heersend kampioen begon Spanje als een van de favorieten aan het toernooi. De eerste groepswedstrijd was tegen Nederland, een herhaling van de finale vier jaar eerder. Het wedstrijdverloop was echter heel anders: met een strafschop zette Alonso Spanje op voorsprong, maar na een spectaculair doelpunt van Robin van Persie vlak voor de rust scoorde Nederland in de tweede helft nog vier keer: het werd 1-5. Vooral Casillas, ploeggenoot van Alonso bij Real en een van de Spaanse helden in 2010, ging met enkele fouten niet vrijuit tijdens de vernedering. Ook de tweede groepswedstrijd tegen Chili werd verloren. Daardoor was een 0-3-overwinning in de laatste groepswedstrijd tegen Australië niet meer genoeg om kwalificatie voor de volgende ronde veilig te stellen: Spanje was na drie wedstrijden uitgeschakeld in de groepsfase.
Op 27 augustus 2014 maakte Xabi Alonso bekend zich definitief niet meer beschikbaar te stellen voor het nationale team, even nadat generatiegenoten Xavi Hernández en David Villa dat na afloop van het mislukte WK 2014 ook deden.

## Trainerscarrière
Tijdens het seizoen 2018/19 debuteerde Alonso als trainer van Real Madrid onder 14. In juni 2019 tekende Alonso een contract als hoofdtrainer bij het tweede elftal van Real Sociedad, uitkomend in de Segunda División B. In het seizoen 2020/21 wist Alonso met Real Sociedad B naar de Segunda División A te promoveren, nadat er op 22 mei 2021 in de promotie-playoffs met 2–1 werd gewonnen van Algeciras.
In oktober 2022 werd Alonso voorgesteld als de nieuwe trainer van Bayer Leverkusen. In zijn eerste seizoen eindige Leverkusen op de zesde plaats in de Bundesliga en leidde hij het elftal tot de halve finale van de UEFA Europa League, waarin het AS Roma van zijn voormalig trainer José Mourinho met 1-0 te sterk was. In aanloop naar het seizoen 2023/24 verlengde Alonso zijn contract bij Die Werkself tot medio 2026.
In het seizoen 2023/2024 leidde hij Bayer Leverkusen naar het eerste kampioenschap in de clubhistorie en naar de finales in de strijd om de DFB-Pokal en UEFA Europa League. Hij maakte daarmee een einde aan een reeks van elf kampioenschappen van zijn oude club Bayern München. Dit kampioenschap werd zonder nederlaag behaald, een unicum omdat het nog nooit eerder voor was gekomen dat een team op het hoogste niveau in Duitsland een heel seizoen ongeslagen bleef.

## Erelijst

### Als speler
Liverpool
- UEFA Champions League: 2004/05
- UEFA Super Cup: 2005
- FA Cup: 2005/06
- FA Community Shield: 2006

 Real Madrid
- UEFA Champions League: 2013/14
- Primera División: 2011/12
- Copa del Rey: 2010/11, 2013/14
- Supercopa de España: 2012

 Bayern München
- Bundesliga: 2014/15, 2015/16, 2016/17
- DFB-Pokal: 2015/16
- DFL-Supercup: 2016

 Spanje
- FIFA WK: 2010
- UEFA EK: 2008, 2012

Individueel
- Spaans Voetballer van het Jaar: 2003
- BBC Goal of the Month: november 2004
- FIFA FIFPro World XI: 2011, 2012
- FIFA FIFPro World XI (tweede elftal): 2014
- FIFA FIFPro World XI (derde elftal): 2013
- FIFA FIFPro World XI (vierde elftal): 2015
- FIFA FIFPro World XI (vijfde elftal): 2016
- La Liga Beste Middenvelder: 2011/12
- UEFA Europees Kampioenschap Team van het Toernooi: 2012
- UEFA Champions League Team van het Seizoen: 2013/14
- Bundesliga Team van het Seizoen: 2014/15

Onderscheiding
- Gouden medaille Real Orden del Mérito Deportivo: 2011

### Als trainer
Bayer Leverkusen
| Nationaal    |    |      |
| Bundesliga   | 1x | 2024 |
| DFB-Pokal    | 1x | 2024 |
| DFL-Supercup | 1x | 2024 |

1 Courtois ·
2 Carvajal  ·
3 Militão ·
4 Alaba ·
5 Bellingham ·
6 Camavinga ·
7 Vinícius ·
8 Valverde ·
9 Mbappé ·
10 Modrić ·
11 Rodrygo ·
13 Lunin ·
14 Tchouaméni ·
15 Güler ·
16 Endrick ·
17 Vázquez ·
18 Vallejo ·
19 Ceballos ·
20 García ·
21 Díaz ·
22 Rüdiger ·
23 Mendy ·
Coach: Alonso
1 Cañizares ·
2 Capdevila ·
3 Marchena ·
4 Albelda ·
5 Puyol ·
6 Helguera ·
7 Raúl  ·
8 Baraja ·
9 Torres ·
10 Morientes ·
11 Luque ·
12 Gabri ·
13 Aranzubia ·
14 Vicente ·
15 Bravo ·
16 Alonso ·
17 Etxeberria ·
18 César ·
19 Joaquín ·
20 Xavi ·
21 Valerón ·
22 Juanito ·
23 Casillas ·
Coach: Sáez
1 Casillas ·
2 Salgado ·
3 Pernía ·
4 Marchena ·
5 Puyol ·
6 Albelda ·
7 Raúl  ·
8 Xavi ·
9 Torres ·
10 Reyes ·
11 García ·
12 López ·
13 Iniesta ·
14 Alonso ·
15 Ramos ·
16 Senna ·
17 Joaquín ·
18 Fàbregas ·
19 Cañizares ·
20 Juanito ·
21 Villa ·
22 Ibáñez ·
23 Reina ·
Coach: Aragonés
1 Casillas  ·
2 Albiol ·
3 Navarro ·
4 Marchena ·
5 Puyol ·
6 Iniesta ·
7 Villa ·
8 Xavi ·
9 Torres ·
10 Fàbregas ·
11 Capdevila ·
12 Cazorla ·
13 Palop ·
14 Alonso ·
15 Ramos ·
16 García ·
17 Güiza ·
18 Arbeloa ·
19 Senna ·
20 Juanito ·
21 Silva ·
22 De la Red ·
23 Reina ·
Coach: Aragonés
1 Casillas  ·
2 Albiol ·
3 Piqué ·
4 Marchena ·
5 Puyol ·
6 Hernández ·
7 Villa ·
8 Xavi ·
9 Torres ·
10 Fàbregas ·
11 Capdevila ·
12 Busquets ·
13 López ·
14 Alonso ·
15 Ramos ·
16 Llorente ·
17 Güiza ·
18 Riera ·
19 Arbeloa ·
20 Cazorla ·
21 Silva ·
22 Mata ·
23 Reina ·
Coach: Del Bosque
1 Casillas  ·
2 Albiol ·
3 Piqué ·
4 Marchena ·
5 Puyol ·
6 Iniesta ·
7 Villa ·
8 Xavi ·
9 Torres ·
10 Fàbregas ·
11 Capdevila ·
12 Valdés ·
13 Mata ·
14 Alonso ·
15 Ramos ·
16 Busquets ·
17 Arbeloa ·
18 Pedro ·
19 Llorente ·
20 Martínez ·
21 Silva ·
22 Navas ·
23 Reina ·
Coach: Del Bosque
1 Casillas  ·
2 Albiol ·
3 Piqué ·
4 Martínez ·
5 Juanfran ·
6 Iniesta ·
7 Pedro ·
8 Xavi ·
9 Torres ·
10 Fàbregas ·
11 Negredo ·
12 Valdés ·
13 Mata ·
14 Alonso ·
15 Ramos ·
16 Busquets ·
17 Arbeloa ·
18 Alba ·
19 Llorente ·
20 Cazorla ·
21 Silva ·
22 Navas ·
23 Reina ·
Coach: Del Bosque
1 Casillas  ·
2 Albiol ·
3 Piqué ·
4 Martínez ·
5 Juanfran ·
6 Iniesta ·
7 Villa ·
8 Xavi ·
9 Torres ·
10 Fàbregas ·
11 Pedro ·
12 De Gea ·
13 Mata ·
14 Alonso ·
15 Ramos ·
16 Busquets ·
17 Koke ·
18 Alba ·
19 Costa ·
20 Cazorla ·
21 Silva ·
22 Azpilicueta ·
23 Reina ·
Coach: Del Bosque